# Aline Wirley
Aline Wirley da Silva (São Paulo, 18 de dezembro de 1981) é uma atriz e cantora brasileira. Em 2002 venceu o talent show Popstars e passou a integrar o girl group brasileiro Rouge até 2006, com o qual lançou cinco álbuns de estúdio, Rouge (2002), C'est La Vie (2003), Blá Blá Blá (2004), Mil e uma Noites (2005) e Les 5inq (2019), vendendo ao todo 6 milhões de cópias e se tornando o grupo feminino mais bem sucedido do Brasil.
Em 2008 estreou como atriz de musicais ao integrar o elenco de O Soar da Liberdade, como a personagem Mia. Em 2 de fevereiro de 2009 lançou o primeiro álbum de estúdio intitulado Saudades do Samba, diretamente em seu website, não lançado de forma física. No ano seguinte interpretou Jane no Hairspray e, entre 2010 e 2011 esteve em Hair como Mary Janet. O destaque maior em sua carreira veio em 2012, quando integrou Tim Maia: Vale Tudo, musical inspirado nas faixas do cantor, ficando no papel de Zé Maurício até 2014. No mesmo tempo, entre 2013 e 2014, percorreu diversas cidades com sua primeira turnê, intitulada Ritualística, interpretando canções da MPB e tropicália. Em 2014 deu à luz seu primeiro filho, Antônio. Em 2016 retorna aos palcos no musical Show em Simonal, interpretando Ângela, uma das Simonetes, as vocalistas que acompanhavam Wilson Simonal em seus shows.
De 2017 a 2019, voltou com o grupo Rouge, inicialmente com quatro shows como parte do projeto Chá Rouge, que resultaram em uma turnê completa pelo país, novos singles, dois EPs e um novo álbum. Em 2019 tornou-se jurada do The Four Brasil, da RecordTV. Em 2020 lançou seu segundo álbum de estúdio, intitulado Indômita.

## Biografia
Aline nasceu em 18 de dezembro de 1981 em um subúrbio da cidade de São Paulo, porém na infância se mudou para Cachoeira Paulista assim que seus pais se separaram, indo morar com sua mãe e tia. Ela possuí ascendência alemã, italiana, indígena e afro-brasileira. Em 1996, aos 14 anos, começou a cantar no coral da igreja em que frequentava e, dois anos depois, em bares com um repertório que incluia Tim Maia, Adriana Calcanhoto, Chico Buarque, Roberto Carlos e Elis Regina. Com o tempo incluiu nos shows músicas de artistas internacionais como Celine Dion, Mariah Carey e Whitney Houston. 
Em 1999 deixou a família e se mudou para Taubaté com o sonho de fazer faculdade de artes cênicas, porém sem conseguir, acabou tendo que trabalhar como empregada doméstica.

## Carreira

### 2002–06: Carreira com Rouge
Em 2002 Aline se inscreve para o reality show Popstars, junto com outras 30 mil candidatas. Após seis eliminatórias, Aline foi escolhida como uma das integrantes da girl band Rouge, junto com Luciana Andrade, Fantine Thó, Karin Hils e Li Martins. O primeiro álbum de estúdio do grupo, Rouge (2002), vendeu mais de 2 milhões de cópias no Brasil. O sucesso do álbum foi impulsionado pelas canções "Não Dá pra Resistir", "Beijo Molhado" e, principalmente, "Ragatanga", este que ajudou a estabelecer o grupo como um fenômeno nacional, sendo denominado de "as Spice Girls brasileiras". Com o sucesso do álbum de estreia do grupo, ainda no mesmo ano foi lançado um álbum de remixes intitulado Rouge Remixes, visando o público da música eletrônica. O segundo álbum de estúdio, C'est La Vie (2003), vendeu aproximadamente 250 mil cópias, e produziu os hits "Brilha la Luna" e "Um Anjo Veio me Falar", porém marcou também o último trabalho com Luciana Andrade, que deixou o grupo no início de 2004. Após a saída de Luciana, as quatro integrantes remanescentes prosseguiram e lançaram os álbuns Blá Blá Blá (2004) e Mil e uma Noites (2005). O grupo se separou definitivamente em junho de 2006, quando o contrato com a Sony Music expirou e não foi renovado. Ao longo de quatro anos, o grupo vendeu cerca de 6 milhões de discos, tornando-se o grupo feminino mais bem sucedido do Brasil e um dos vinte que mais venderam no mundo, e recebeu ao todo, dois discos de ouro, dois discos de platina, um disco de platina duplo e um disco de diamante pela ABPD.

### 2006–16:Saudades do Sambae teatro

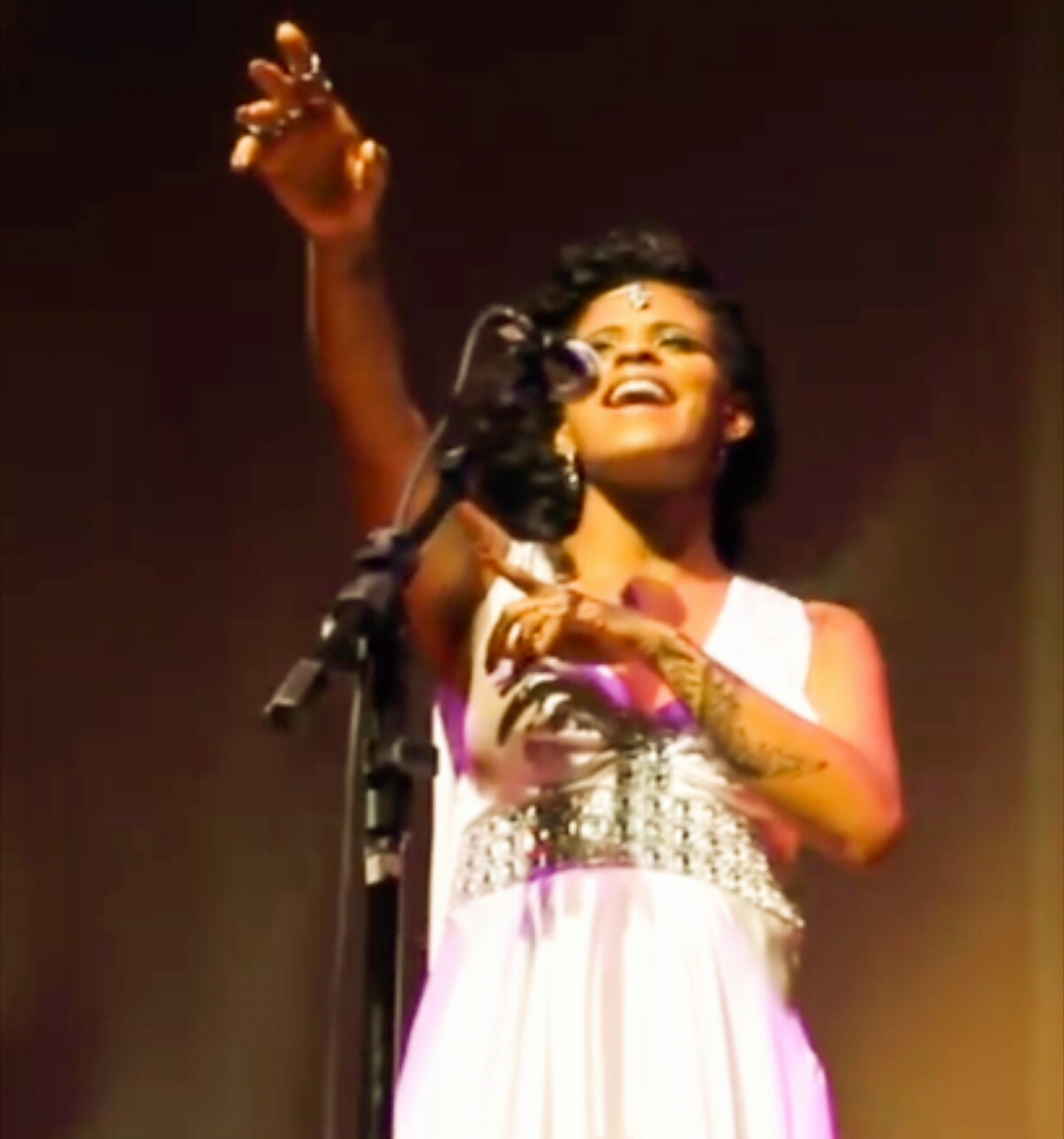
Aline na turnê Ritualística em 2014

No final de 2005, Aline gravou uma participação no álbum ao vivo e no DVD da banda de pop rock Lagunna, que viria a ser lançado em 2006, interpretando a canção "Minha Vez". Naquele momento a cantora passou a utilizar como nome artístico em carreira solo Aline Willy. Ainda em 2006 começa a gravar algumas canções para seu próprio repertório, liberadas em seu Myspace. Em 2007 realiza participação no álbum do cantor de samba Leandro Lehart, ex-vocalista do Art Popular, na faixa "Amor Ferido", estando pela primeira vez sem seu antigo grupo em programas de televisão. No final do ano seguinte, em 2008, passa nos testes para participar do musical O Soar da Liberdade, interpretando uma das protagonistas. Na ocaisão a cantora havia mudado seu nome artístico para Aline Silva com objetivo de parecer mais popular.
Após três anos trabalhando em suas composições, enfim em 2 de fevereiro de 2009 lança o álbum de estúdio intitulado Saudades do Samba, diretamente em seu website para  amigos e fãs, não lançado de forma oficial para o público. O trabalho, inspirado em Elis Regina e Chico Buarque e lançado por gravadora independente, focou nas raízes do samba e da MPB, deixando de lado a antiga música pop que realizava. O disco não chegou a ter nenhuma canção liberada para as rádios, embora "Sufoco" teve destaque ao ser incluída na trilha sonora da novela Mutantes: Promessas de Amor. Após sua participação no Programa "Vozes da Igreja" na TV Aparecida, Aline recebeu um convite para apresentar um programa musical no canal em 2010. O programa se chamava "Cortinas" e era apresentado todas as sextas-feiras. No final de 2009, junto com sua amiga Karin Hils, passou integrar o elenco da adaptação do musical da Broadway Hairspray, ganhando destaque por seu desempenho apesar do pequeno papel. A partir deste ano mudou seu nome artístico pela terceira vez para Aline Wirley, seu segundo sobrenome, a fim de soar mais sofisticado para os musicais. Entre 2010 e 2011 ganhou destaque ao participar do renomado Hair, outra adaptação direto da Broadway. Em 2012 entra para o elenco principal de Tim Maia: Vale Tudo, musical que relata em canções a vida e obra do cantor Tim Maia. Em 2013 deu início a seu novo show solo intitulado Ritualística, realizando uma apresentação no Rio com um repertório variado, percorrendo diversas canções importantes historicamente da tropicália à MPB, viajando pelo Brasil até o final de 2014.

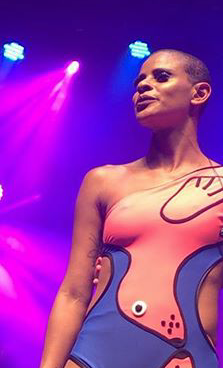
Wirley durante apresentação em 2018

### 2017–19: Retorno ao Rouge
Em agosto de 2017, após comemorar 15 anos do grupo Rouge num post em seu Instagram oficial, rumores começaram a circular que as cantoras poderiam estar planejando um retorno com a formação original. No dia 13 de setembro do mesmo ano, foi anunciado que o grupo retornaria para comemoração dos 15 anos com um show na festa Chá da Alice. Os ingressos para apresentação se esgotaram em apenas 1 minuto, e após 3 horas, a produção do show, anunciou uma sessão extra, que também foi esgotada. Com o sucesso, mais dois shows foram anunciados em São Paulo. Foi relatado que a fila virtual chegou a quase 20.000 pessoas, o que causou um grande transtorno com o público. No mês seguinte, foi decretado o retorno oficial do grupo, com anúncio de novas canções, um DVD, além de uma turnê para o ano de 2018. Em janeiro de 2018, o grupo deu início à turnê Rouge 15 Anos, além de lançar o novo single, "Bailando", que permaneceu em primeiro lugar por quatro dias no iTunes. Já o segundo single do retorno, "Dona da Minha Vida", escalou rapidamente para o topo das principais plataformas de streaming e venda online no Brasil, ocupando o primeiro lugar no Itunes e Apple Music. Nesse período, o Rouge é eleito o melhor grupo de 2018, ganhando o troféu do Prêmio Multishow de Música Brasileira. Depois, o grupo lançou o EP 5, que reuniu 5 novas canções  e em 24 de janeiro de 2019, o grupo anunciou por meio de suas páginas oficiais que entrariam em uma pausa por tempo indeterminado, mas que deixariam para os fãs o seu novo álbum de estúdio, Les 5inq, o quinto da carreira do grupo, lançado posteriormente em 1 de fevereiro. Além disso, para finalizar a segunda fase de trabalhos iniciada em 2017, elas lançaram o EP acústico Rouge Sessions - De Portas Abertas, que contou com vídeos para todas as músicas. Mesmo sem ter sido trabalhado pelas integrantes, o álbum Les 5inq ocupou o primeiro lugar em vendas no Itunes e a música Como Na Primeira Vez, ficou em terceiro lugar no Ranking iTunes Brasil nas primeiras semanas de seu lançamento.

### 2019–presente:Indômitae televisão
Em 2019 se torna jurada do programa The Four Brasil, da RecordTV juntamente com João Marcello Bôscoli e Leo Chaves. Em 27 de novembro 2020 lança oficialmente seu primeiro álbum de estúdio solo intitulado Indômita. No Dia da Consciência Negra, em 20 de novembro de 2020, lançou a música Curva do Rio. Em dezembro de 2022, Aline retornou ao Rouge para um show montado para comemorar os 20 anos de grupo. No show único, que reuniu os maiores sucessos do grupo, os fãs do Rouge lotaram o Qualistage, uma das maiores casas de espetáculos da América do Sul. Em janeiro de 2023, Aline foi confirmada como camarote na vigésima terceira edição do reality show Big Brother Brasil, no qual foi vice-campeã.

## Vida pessoal
Wirley citou Elis Regina, Alcione, Clara Nunes e Whitney Houston como suas maiores influências musicais.
Em 2010 começou a namorar o ator Igor Rickli, que conheceu nos bastidores do musical Hair no mesmo ano e com quem começou a morar junto em menos de 6 meses depois.
Em 26 de setembro de 2014 nasceu o filho do casal, Antônio.
Em 14 de maio de 2015, casou-se oficialmente com Igor.
Em 14 de outubro de 2021 revelou durante entrevista ao canal de Kelly Key que é bissexual e que namorou durante anos com uma mulher.
Desde 2015 é embaixadora da ONG Aldeias Infantis SOS Brasil, que cuida de crianças em situação de vulnerabilidade.
Em 26 de novembro de 2023, Aline e Igor iniciaram o processo de convivência física com seus filhos adotivos em Manaus, após um mês de convivência por videochamadas. Em junho de 2024, por meio do perfil oficial de ambos no Instagram, o casal revelou que o processo de adoção foi finalizado e que as crianças são oficialmente Fátima Christóforo e Will Christóforo na certidão de nascimento. Em entrevista à Revista Crescer, seu esposo Igor contou que, na verdade, o nome do filho mais novo deles é Willkson, algo que Rickli considerou um "sinal do universo" por chamar Aline carinhosamente assim devido ao sobrenome dela, Wirley. 

## Teatro
| Ano     | Título              | Personagem      |
| ------- | ------------------- | --------------- |
| 2008–09 | O Soar da Liberdade | Mia             |
| 2009    | Hairspray           | Jane            |
| 2010–11 | Hair                | Mary Janet      |
| 2012–14 | Tim Maia: Vale Tudo | Zé Maurício     |
| 2016–17 | Show em Simonal     | Ângela Simonete |
| 2024    | É O Amor            | Ela mesma       |

## Discografia

### Álbuns de estúdio
| Álbum             | Detalhes |
| ----------------- | --- |
| Saudades do Samba | - Lançamento: 2 de fevereiro de 2009 - Formato(s): Digital download - Gravadora: Independente                    |
| Indômita          | - Lançamento: 27 de novembro de 2020 - Formato(s): CD, LP, digital download, streaming - Gravadora: Independente |

### Singles
Como artista principal
| Título                           | Ano  | Álbum                     |
| -------------------------------- | ---- | ------------------------- |
| "Sufoco"                         | 2009 | Saudades do Samba         |
| "Curva do Rio"                   | 2020 | Indômita                  |
| "A Gente Ecoa" (com Igor Rickli) | 2023 | Adicionado à nenhum álbum |

Como artista convidada
| Título                                       | Ano  | Álbum          |
| -------------------------------------------- | ---- | -------------- |
| "Sei Quella Per Me" (Rio part. Aline Wirley) | 2008 | Mariachi Hotel |

### Outras aparições
| Canção                            | Ano  | Outro(s) artista(s) | Álbum                                      |
| --------------------------------- | ---- | ------------------- | ------------------------------------------ |
| "Minha Vez"                       | 2006 | Lagunna             | Intro                                      |
| "Bratitude"                       | 2007 | Li Martins          | Bratz: O Filme                             |
| "Amor Ferido"                     | 2007 | Leandro Lehart      | Vem Dançar o Mestiço                       |
| "Vem Comigo"                      | 2008 | Túlio Dek           | O Que Se Leva da Vida É a Vida Que Se Leva |
| "Pra Sempre"                      | 2008 | Túlio Dek           | O Que Se Leva da Vida É a Vida Que Se Leva |
| "Sufoco"                          | 2009 | —                   | Mutantes: Promessas de Amor                |
| "Cartas pra Você" (backing vocal) | 2009 | NX Zero             | Agora                                      |
| "Coração de Mãe"                  | 2012 | Mariani             | Saudades do Amanhã                         |

### Videoclipes
| Título              | Ano  | Diretor       | Notas                                |
| ------------------- | ---- | ------------- | ------------------------------------ |
| "Sei Quella Per Me" | 2008 | Emerson Godoi | Artista convidado; Videoclipe de Rio |

## Filmografia

### Televisão
| Ano     | Título                   | Função                     | Notas                   |
| ------- | ------------------------ | -------------------------- | ----------------------- |
| 2002    | Popstars                 | Participante               | Temporada 1             |
| 2002    | Rouge: A História        | Apresentadora              |                         |
| 2005    | Floribella               | Ela mesma                  | Episódio: "14 de julho" |
| 2019–20 | The Four Brasil          | Jurada                     |                         |
| 2022    | The Masked Singer Brasil | Participante (Caranguejo)  | Temporada 2             |
| 2023    | Big Brother Brasil       | Participante (Vice-campeã) | Temporada 23            |

### Filmes
| Ano  | Título                            | Personagem    |
| ---- | --------------------------------- | ------------- |
| 2003 | Xuxa Abracadabra                  | Ela mesma     |
| 2005 | Eliana em O Segredo dos Golfinhos | Ela mesma     |
| 2019 | UglyDolls                         | Moxy (voz)    |
| 2021 | Patrulha Canina: O Filme          | Liberty (voz) |

## Turnês
- Turnê Saudades do Samba (2009)[68]
- Turnê Ritualística (2014)[8]